# روبرت هوصار
روبرت هوصار (بالألمانية: Robert Häusser)‏ (و. 1924 – 2013 م) هو مصور ألماني، ولد في شتوتغارت، توفي في مانهايم، عن عمر يناهز 89 عاماً.

## جوائز
حصل على جوائز منها:
- جائزة هاسلبلاد  [لغات أخرى]‏ (1995)
- نيشان استحقاق صليب الضباط لجمهورية ألمانيا الاتحادية (1985)
- وسام الاستحقاق لبادن-فورتمبيرغ

## روابط خارجية
- روبرت هوصار على موقع مونزينجر (الألمانية)
- روبرت هوصار على موقع ديسكوغز (الإنجليزية)